# Necrotted
Necrotted ist eine deutsche Death-Metal-Band aus Abtsgmünd (Baden-Württemberg).

## Geschichte
Die Band wurde Anfang 2008 vom damaligen Bassisten Fabian Fink und dem ehemaligen Gitarristen Tobias Sturm gegründet. Michael Heim, Markus Braun und Fabians jüngerer Bruder Philipp vervollständigten nach und nach die erste Besetzung, in der man auch alsbald begann Live-Auftritte zu spielen. 2008 und 2009 nahm die Band verschiedene Demo-Produktionen auf, die aber nie in Form einer CD veröffentlicht und vertrieben wurden. Erst im März 2010 wurde in Schwäbisch Hall mit Produzent Roger Grüninger die Debüt-EP Kingdom of Hades eingespielt. Die CD wurde im April desselben Jahres veröffentlicht und erhielt von der Musikgemeinde überwiegend positive Kritiken.
In den folgenden Monaten gab das Quintett Konzerte in Deutschland und Österreich und teilte sich dabei die Bühnen mit Bands wie Vader, Krisiun, God Dethroned, Disbelief, Debauchery, Hackneyed, Benighted und vielen weiteren. 2011 entschied die Band sich dafür, ihr erstes Full-Length-Album zu vertonen. Die Aufnahmen begannen im Herbst 2011 in Würzburg mit Nikita Kamprad von der Band Der Weg einer Freiheit, ehemals Gitarrist bei Fuck Your Shadow From Behind. Anchors Apart erschien im Juni 2012 über das Label Supreme Chaos Records, von dem die Band kurz zuvor unter Vertrag genommen wurde. Während dieser Zeit spielte Necrotted zudem einige größere Konzerte mit bekannten Bands wie Heaven Shall Burn, The Sorrow, Neaera, Unearth, Obituary oder Psycroptic.
Anfang 2013 verließen Michael Heim und Tobias Sturm aus persönlichen Gründen die Band. Fabian Fink übernahm daraufhin den Gesang. Des Weiteren traten Pavlos Chatzistavridis (Gesang), Johannes Wolf (Gitarre) und Koray Saglam (Bass) der Band bei. In dieser Formation spielte das Sextett 2013 diverse Auftritte mit Caliban oder We Butter the Bread with Butter. Im Dezember 2013 begab sich die Band in das Tonstudio Würzburg, um die zweite LP Utopia 2.0 aufzunehmen. Erneut konnte hierfür Nikita Kamprad als Produzent verpflichtet werden. Das Album erschien am 10. Oktober 2014 über Supreme Chaos Records. Um ihre neuen Songs zu promoten, spielte Necrotted 2014 auf einigen namhaften Festivals und als Support für internationale Größen wie Hatebreed, Napalm Death, Kataklysm oder The Dillinger Escape Plan. 2015 begleitete die Band ihre Freunde von Hackneyed, mit denen sie sich zwei Mitglieder teilten, auf CD-Release-Tour und spielte zum ersten Mal auf dem Summer Breeze Open Air in Dinkelsbühl.
Nach mehreren Shows in Mitteleuropa 2015 und 2016 starteten Necrotted im Frühjahr 2016 das Songwriting für ihr drittes Album und gingen im Herbst desselben Jahres noch ins Studio. Die neueste LP Worldwide Warfare, die wiederum von Nikita Kamprad in Würzburg produziert wurde, wurde im Oktober 2017 über das neue Label Rising Nemesis Records veröffentlicht. Anschließend gingen Necrotted zusammen mit den befreundeten Aalener Bands Parasite Inc. und Skeleton Pit auf Album-Release-Tour. 2018 spielte die Band diverse Konzerte, unter anderem auf dem Summer Breeze und dem Death Feast Open Air. Zudem begab sich die Band erneut ins Studio, um eine neue EP aufzunehmen. Kai Bigler und Benjamin Stelzer von Parasite Inc. agierten hierbei als Produzenten. Die EP Die for Something Worthwhile wurde im Oktober 2019 über Rising Nemesis Records veröffentlicht. Neben einigen Festivalauftritten ging die Band 2019 zusammen mit I Declare War, Cytotoxin und Acranius auf Tour durch Zentraleuropa. Alle Auftritte 2019 wurden ohne Pavlos Chatzistavridis absolviert. Er verließ die Band Ende 2019 aus persönlichen Gründen.
Nachdem die meisten geplanten Konzerte für 2020 aufgrund der weltweiten Coronavirus-Pandemie abgesagt werden mussten, entschieden sich Necrotted dafür sich auf die Arbeit für ein neues Album zu konzentrieren. Die Band suchte im Mai 2020 die The Engine Recording Studios in München auf, um zusammen mit Aaron Rusch zehn neue Titel aufzunehmen. Zudem trennte sich Necrotted von Rising Nemesis Records und unterschrieb beim jungen, ambitionierten Label Reaper Entertainment. Das neue Album Operation: Mental Castration erschien im März 2021 und begeisterte Fachpresse und Fans gleichermaßen.
Nach dem Abflauen der Coronavirus-Pandemie im Sommer 2021 konnten wieder erste Open-Air-Konzerte gespielt werden. Im April 2022 tourten Necrotted zur Bewerbung ihres jüngsten Albums Operation: Mental Castration zusammen mit Cytotoxin, Osiah und Bonecarver 16 Tage lang durch Zentraleuropa. Im Sommer 2022 und 2023 folgten erneut zahlreiche namhafte Festivalauftritte.
Im September 2023 veröffentlichte die Band über Reaper Entertainment ihr fünftes Studioalbum Imperium und begab sich mit Osiah auf ihre erste Tour durch das Vereinigte Königreich. 2024 war die Band erneut auf vielen namhaften Festivalbühnen wie dem Summer Breeze oder auch zum ersten Mal auf dem Wacken Open Air zu sehen.

## Bandname
Der Name ist eine Amalgamierung aus den Wörtern necro (griech. „tot“) und rotted (engl. „verrottet“).

## Diskografie
- 2010: Kingdom of Hades (EP)
- 2012: Anchors Apart
- 2014: Utopia 2.0
- 2017: Worldwide Warfare
- 2019: Die for Something Worthwhile (EP)
- 2021: Operation: Mental Castration
- 2023: Imperium